# Grône
Grône (toponimo francese; in tedesco Grün, desueto) è un comune svizzero di 2 415 abitanti del Canton Vallese, nel distretto di Sierre.

## Monumenti e luoghi d'interesse
- Chiesa parrocchiale cattolica di Nostra Signora, ricostruita nel 1912-1918[1].

## Società

### Evoluzione demografica
L'evoluzione demografica è riportata nella seguente tabella:
Abitanti censiti

## Amministrazione
Ogni famiglia originaria del luogo fa parte del cosiddetto comune patriziale e ha la responsabilità della manutenzione di ogni bene ricadente all'interno dei confini del comune.